# Robert Molle
Robert Molle (Saskatchewan, Canadá, 23 de septiembre de 1962) es un deportista canadiense retirado especialista en lucha libre olímpica donde llegó a ser subcampeón olímpico en Los Ángeles 1984.

## Carrera deportiva
En los Juegos Olímpicos de 1984 celebrados en Los Ángeles ganó la medalla de plata en lucha libre olímpica de pesos de más de 100 kg, tras el luchador estadounidense Bruce Baumgartner (oro) y por delante del turco Ayhan Taşkin (bronce).